# .can.br
.can.br é uma categoria de DPN (Domínio de Primeiro Nível) sob a zona raiz .br, criada pelo Comitê Gestor da Internet no Brasil, destinada aos candidatos em eleições políticas de níveis federal, estadual e municipal, sob a coordenação do Tribunal Superior Eleitoral (TSE).

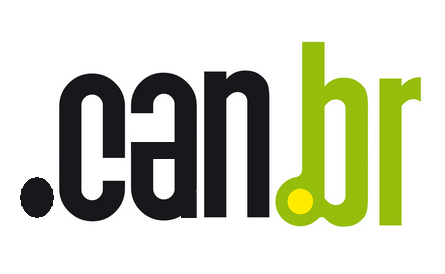
Desenho Ilustrativo da DPN .can.br

Ao contrário das outras categorias de DPN, como o ".com.br", ".net.br", ".org.br" e outras, esta categoria não é fixa, ou seja, a abertura de registro de domínios sob esta categoria é feita em período divulgado pelo registro.br, e os domínios são excluídos após o período de eleições.

## Valores
Por meio da Resolução CGI.br/RES/2008/008/P, as categorias de DPN: .gov.br, .edu.br, .jus.br, .leg.br e .can.br, são isentas de pagamento.